# Dąbrowica Duża
Dąbrowica Duża – wieś w Polsce, położona w województwie lubelskim, w powiecie bialskim, w gminie Tuczna. 
| SIMC    | Nazwa        | Rodzaj    |
| ------- | ------------ | --------- |
| 1024280 | Dubrowskie   | część wsi |
| 1024296 | Dworszczyzna | część wsi |
| 0021108 | Podpyzele    | część wsi |
| 0021114 | Wołczycha    | część wsi |

W latach 1954–1959 wieś należała i była siedzibą władz gromady Dąbrowica Duża, po jej zniesieniu w gromadzie Tuczna. W latach 1975–1998 miejscowość administracyjnie należała do województwa bialskopodlaskiego.
Wieś jest sołectwem w gminie Tuczna. Według Narodowego Spisu Powszechnego z roku 2011 wieś liczyła 310 mieszkańców.
Wieś oficjalnie założona w 1549 roku. Teren osady został wyznaczony przez Stanisława Świderskiego, sługi podsęka ziemskiego bielskiego. W miejscowości znajduje się szkoła podstawowa od 1870 roku, która w czasie wojny stanowiła szpital dla poszkodowanych. Istnieje również jednostka Ochotniczej Straży Pożarnej założona w 1957 roku. 
W okolicach wsi znajduje się cmentarz żołnierzy Armii Radzieckiej.
Wierni Kościoła rzymskokatolickiego należą do parafii św. Anny w Tucznej.